# Mazda Mazdago

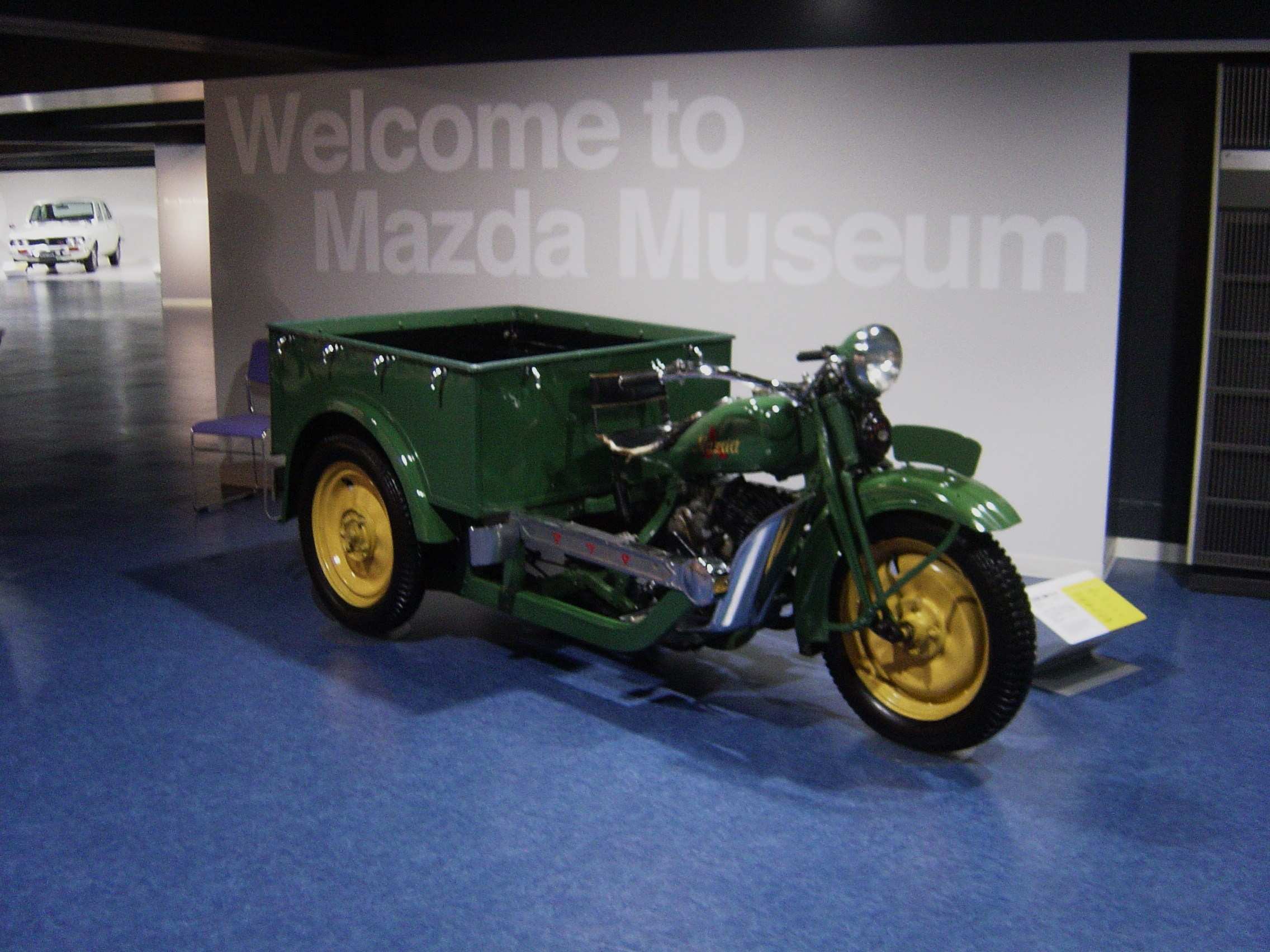
Mazdago

Unter Mazdago wurden die dreirädrigen, offenen oder geschlossenen Pritschenwagen von Toyo Kogyo, die ab 1931 produziert wurden, vertrieben. Das Vorderrad hing an einer gefederten Gabel wie bei einem Motorrad und wurde mit einer Lenkstange gesteuert, hinten war eine offene Pritsche. Angetrieben wurden sie von einem luftgekühlten Einzylindermotor mit verblocktem Getriebe. Anfänglich wurden sie von Mitsubishi in Japan verkauft. Erst nach dem Zweiten Weltkrieg baute man ein eigenes Händlernetz auf.
Erstes Modell war der Mazda DA mit einem Gewicht von 705 kg, der zu Beginn einen 482-cm³-Motor mit 6,9 kW (9,4 PS) und Dreiganggetriebe hatte. Mit verstärkten Motoren und Karosserien folgten zeitlich der Mazda DB,
die Mazda K-Serie und schließlich die Mazda T-Serie wie dem Mazda T1500.
Sie waren auch im Export sehr erfolgreich, dieser startete bereits 1932 nach China.
In Hayao Miyazakis Anime-Film „Mein Nachbar Totoro“ ist der Mazda DA in einer Szene zu sehen, in der Ryouko und Otoko ihn als Gefährt benutzen, um nach Matsugou zu fahren.

## Weblinks

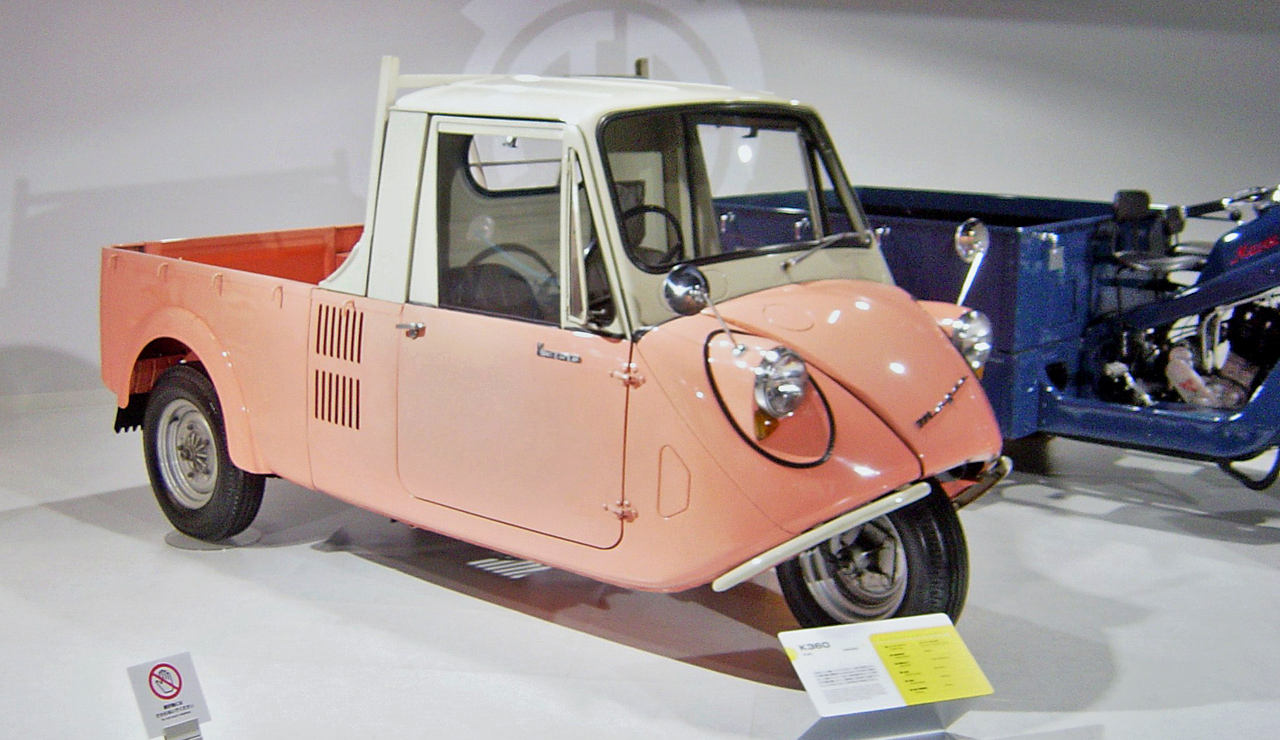
Mazda K360

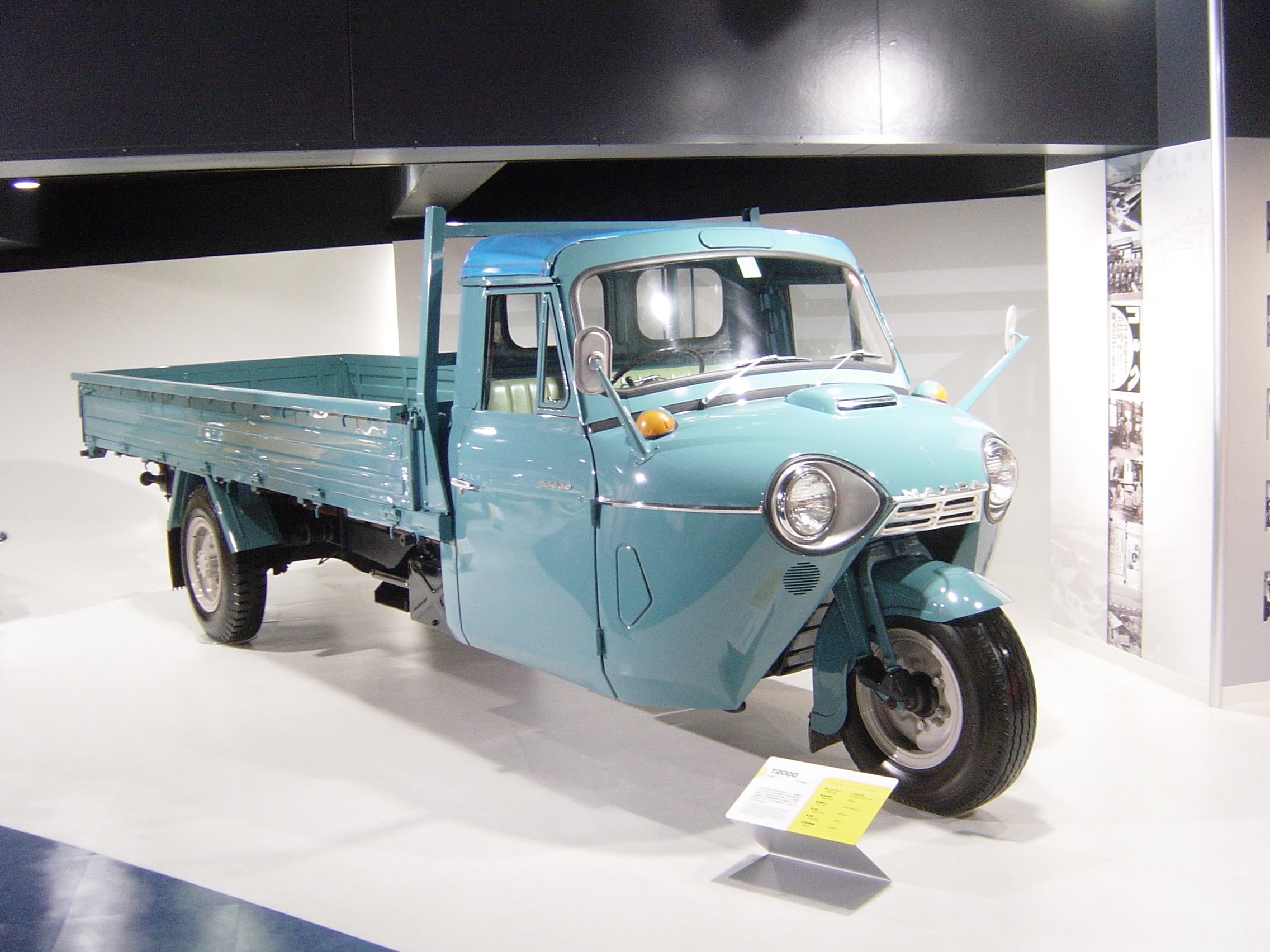
Mazda T2000